# Bombardeio da Praça de Maio
Bombardeio da Praça de Maio foi um massacre ocorrido em Buenos Aires, Argentina, em 16 de junho de 1955. Naquele dia, 30 aeronaves da Marinha e da Força Aérea arrasaram e bombardearam a Praça de Maio na capital argentina, no que que foi o maior bombardeio aéreo da Argentina continental. O ataque tinha como alvo uma grande multidão que expressava apoio ao presidente Juan Perón e que estava adjacente à Casa Rosada, a sede oficial do governo. O bombardeio ocorreu durante um dia de manifestações públicas oficiais para condenar a queima de uma bandeira nacional supostamente realizada por detratores de Perón durante uma recente procissão de Corpus Christi. O ataque foi o primeiro passo de um golpe de estado fracassado. O número de corpos identificados foi de 308, incluindo seis crianças, além de um número indeterminado de vítimas que não puderam ser identificadas.
O desrespeito absoluto com a vida humana e a violência com que o ato foi realizado, o torna comparável à onda de terrorismo de Estado que apareceria anos mais tarde no país.

## Ataque

### Bombardeio, tiroteio e combate em solo
Às 12h40, 30 aviões da aviação naval argentina, constituídos por 22 North-American T-6, cinco Beechcraft AT-11 e três Consolidated PBY Catalina, decolaram da Base Aérea de Morón. Perón tinha sido avisado dos movimentos de antemão pelo Ministro da Guerra, Franklin Lucero, que o aconselhou a retirar-se para um bunker sob o Edifício Libertador.
O fator surpresa foi crucial no número de baixas civis, visto que era uma quinta-feira. Entre as primeiras vítimas registradas estavam ocupantes de veículos de transporte público. A primeira bomba a cair explodiu sobre um carrinho cheio de crianças, matando todos a bordo.
As tropas rebeldes do 4º Batalhão foram implantadas em torno da Casa Rosada com a intenção de capturá-la. Eles foram divididos em dois: uma companhia foi implantada a 40 m da esplanada do norte e a outra se refugiou no estacionamento do Automóvil Club Argentino, entre o Parque Colón e o Correio Central, a 100 m da parte traseira do prédio. No entanto, eles foram repelidos de dentro por membros do Regimento de Granadeiros Montados e de fora por tropas do Exército Argentino que marchavam do setor do Ministério das Finanças, sob o comando do General Lucero. A defesa da Casa Rosada consistiu em duas metralhadoras Browning M2 de 12,7 mm localizadas no telhado, enquanto os defensores dos andares inferiores usavam várias armas menores, incluindo os rifles Mauser 1909. As tropas leais foram acompanhadas por civis peronistas que pegaram em armas.
Às 01h12 horas, o líder sindical Héctor Hugo Di Pietro, responsável pela Confederação Geral do Trabalho (CGT) devido à ausência do Secretário-Geral, falou sobre a transmissão nacional e convocou todos os trabalhadores do Distrito Federal e da Grande Buenos Aires a concentrar-se imediatamente em torno da CGT para defender o governo constitucional. Além disso, funcionários sindicais já estavam mobilizando trabalhadores de fábricas em torno de Buenos Aires em direção ao centro da cidade. Perón ordenou a seu ajudante, a principal Cialceta, que informasse a Di Pietro que um choque estritamente entre soldados estava ocorrendo e que nenhum civil deveria estar na Praça de Maio. O historiador Joseph Page afirmou, citando um relatório proveniente da Embaixada dos Estados Unidos como fonte, que este pedido não foi entregue até às 04h00 da tarde.

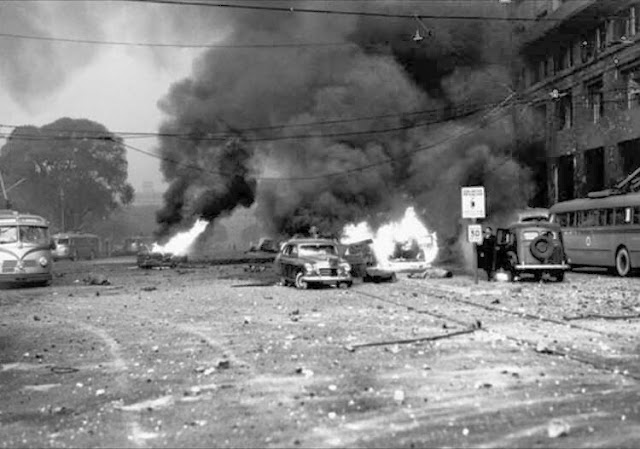
Ruas em chamas nas imediações

A ofensiva rebelde começou a perder vapor às 15h00 da tarde. Os marinheiros da esplanada norte da casa Rosada ficaram sob tiros das unidades de artilharia do Exército posicionadas em um prédio localizado na esquina das ruas Leandro N. Alem e Viamonte. Olivieri entrou em contato com a Escola de Mecânica da Armada em um esforço para ganhar reforços, mas já estava cercado pelo 1º Regimento.
O 4º Batalhão de Infantaria (fuzileiros navais) lutou em desordem para as instalações do Ministério da Marinha, onde foram assediados por unidades do Exército leais. Lucero ordenou o uso de metralhadoras pesadas contra os rebeldes e morteiros de 80 mm foram trazidos para reforçar o ataque. Às 15h17, depois de duas conversas telefônicas entre Olivieri e Lucero, os rebeldes agitaram uma bandeira branca do Ministério da Marinha, mas quando os generais Carlos Wirth e Juan José Valle chegaram para se comunicar com os rebeldes, uma segunda onda de bombardeios começou. O ataque destruiu dois andares da ala sul do edifício, matando um soldado e um general. Um tanque M4 Sherman disparou no segundo andar do Ministério da Marinha, causando um incêndio na sala dos almirantes.
Os comandos civis, sob as ordens de Zavala Ortiz, começaram a lutar com a polícia e atirar-se dos telhados de vários edifícios. Durante a tarde, os reforços rebeldes provenientes do prédio Central Post repetidamente tentaram quebrar o cerco ao Ministério da Marinha, sem sucesso.

### Combate aéreo

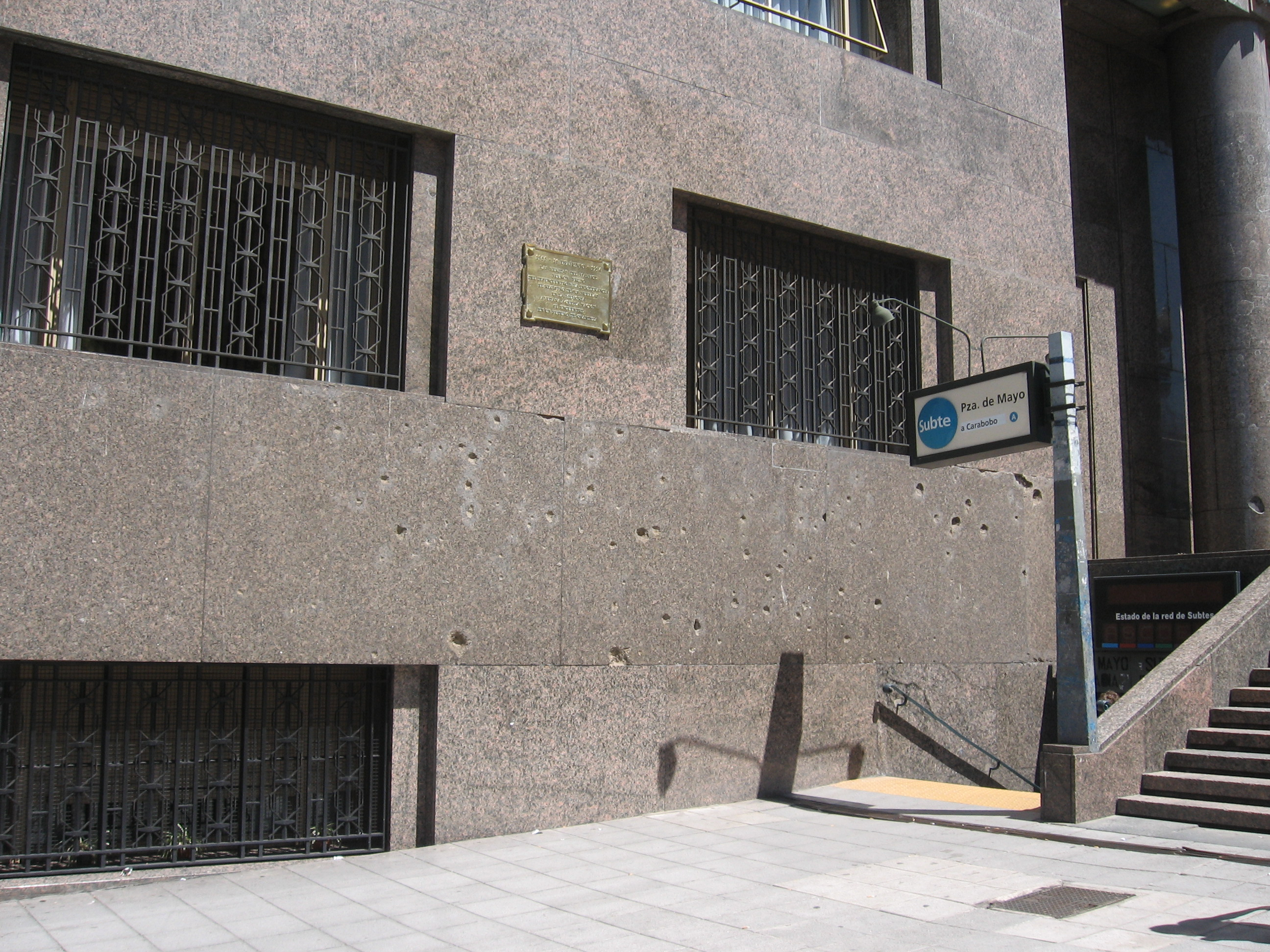
Marcas do ataque na sede do Ministério da Economia, em 2009

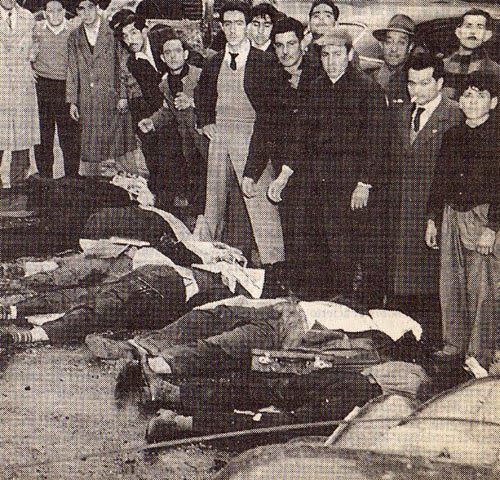
Cidadãos olham cadáveres de vítimas do ataque

À medida que o combate terrestre se enfurecia no centro de Buenos Aires, as forças leais pediram que a Base Aérea de Morón interceptasse combatentes rebeldes. Os pilotos estavam em acaloradas discussões sobre se participar do golpe ou não. Um esquadrão de leais Gloster Meteors decolou e um deles derrubou um rebelde AT-6 sobre o Rio da Prata, marcando a primeira morte aérea da Força Aérea argentina. Outros dois aviões de guerra rebeldes seriam derrubados por baterias antiaéreas apressadamente montadas.
Quando os pilotos leais pousaram, descobriram que a Base Aérea de Morón tinha sido capturada. Os rebeldes pegaram os Meteors e os colocaram em serviço. Os ataques aéreos e a batalha continuaram até a rendição final. No último momento, com o golpe à beira do fracasso, os aviões de guerra lançaram um segundo ataque na sede do governo. Tendo ficado sem artilharia, um piloto deixou cair o tanque de combustível auxiliar como se fosse uma bomba incendiária, que caiu nos carros em um estacionamento perto da Casa Rosada.

### Retirada e rendição
Após uma intensa luta urbana, que incluiu um incidente de falsa rendição, os rebeldes sitiados finalmente optaram por entregar o Ministério da Marinha às unidades do Exército afixadas no exterior. O incêndio cessou às 17h20 da hora local. Entre as 9,5 e as 13,8 toneladas de munição foram derrubadas, matando entre 150 e 364 pessoas (principalmente civis) e ferindo mais de 800. Nove Grenadeiros Montados, membros da guarda presidencial, e cinco policiais morreram em ação.
Diante do fracasso do golpe (visto que nem o Exército nem a maior parte da Força Aérea o apoiaram), os pilotos receberam ordens para voar para o Uruguai e solicitar o asilo político. Trinta aviões de combate dirigiram-se para o Aeroporto de Carrasco, destruindo qualquer coisa que se movesse ao longo do caminho. Alguns pilotos não chegaram ao solo uruguaio, já que consumiram o combustível durante o ataque na Praça de Maio. Assim, eles tiveram que aterrissar no Rio da Prata ou nos campos de Carmelo.
Às 03h00 da manhã de 17 de junho, os líderes do malogrado golpe de Estado, Olivieri, Toranzo Calderón e Gargiulo foram informados de que deveriam ser julgados sob a lei marcial e todos receberam uma pistola para acabar com suas vidas. Olivieri e Toranzo Calderón declinaram. Às 05:45, antes do amanhecer, Gargiulo cometeu suicídio em seu escritório.

## Repercussão

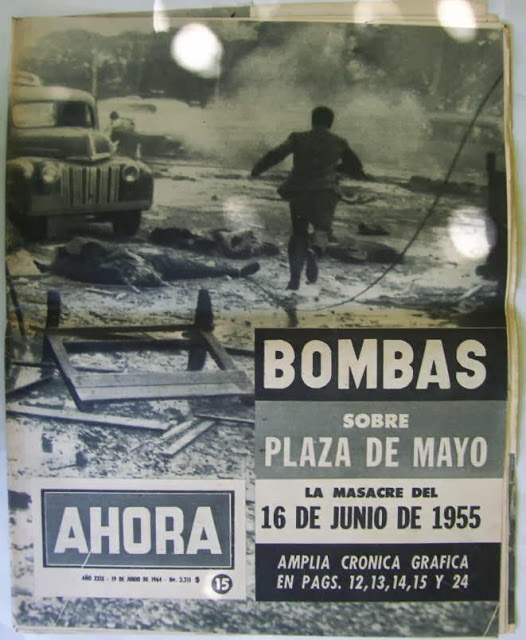
Capa da revista Ahora de 16 de junho de 1955

Naquela mesma noite, multidões peronistas irritadas queimaram oito igrejas, duas basílicas e uma catedral, em vingança pelas centenas de civis mortos durante os ataques e por causa do apoio da Igreja Católica ao golpe. Nem a polícia nem os bombeiros intervieram para detê-los.
Em setembro desse ano, a maior parte das forças armadas se uniriam a um golpe de estado conhecido como Revolução Libertadora, que derrubou o presidente Perón e iniciou um período de ditadura militar que terminou com as eleições presidenciais de 1958, conquistadas por Arturo Frondizi da UCRI. Mesmo que o partido peronista não tenha permitido entrar na cédula, a vitória de Frondizi foi influenciada por um pacto entre Perón e Frondizi.
Um dos líderes rebeldes, o radical Miguel Ángel Zavala Ortiz, foi oficial durante a ditadura da Revolução Libertadora e, em 1963, foi nomeado Ministro dos Negócios Estrangeiros e do Culto pelo presidente radical Arturo Illia.
Um dos pilotos navais que participaram dos bombardeios, Máximo Rivero Kelly, foi promovido e foi o segundo comandante da Marinha Argentina durante a presidência de Raúl Alfonsín. Ele afirmou que os pilotos navais visavam atingir o palácio presidencial, mas que uma aeronave se perdeu, causando cerca de 20 mortes entre os civis. As marcas de balas e estilhaços ainda são visíveis em alguns edifícios no lado sul da praça.